# Alfatar
Alfatar (bulgarisch: Алфатар) ist eine Stadt im Nordosten von Bulgarien. Die Stadt befindet sich in der Oblast Silistra, in der Nähe der Stadt Silistra, und hat 1.240 Einwohner.

## Geschichte
Alfatar war ein altes, kleines, bulgarisches Dorf, welches im Jahre 1573 während des russisch-türkischen Krieges erwähnt wurde. Nach dem Vertrag Friede von Küçük Kaynarca im Jahre 1774 verließ ein Teil der Bevölkerung aufgrund schlechter Verhältnisse und sozialen Problemen das Dorf und floh in die Ukraine, in das nicht weit entfernt liegende Dorf Olshanka. Nach dem Russisch-Türkischen Krieg der Jahre 1828 und 1829 siedelten sich viele Immigranten aus der Oblast Sliwen und der Oblast Jambol in Alfatar an. Nach der Befreiung von der türkischen Sklaverei stieg die Einwohnerzahl bis auf 2039, Alfatar wurde zu einem der größten Dörfer von Dobrudscha.
Bei dem Ausbruch des Balkan-Krieges im Jahre 1912 gingen viele freiwillige Männer aus Alfatar in den Krieg, nach dem Freiwilligenverband Makedonien-Adrianopel-Freiwilligen-Korps.
Nach dem Friede von Bukarest gehörten viele Dörfer unter rumänischen Einfluss. Die Bevölkerung protestierte gegen diese Haltung und verlangten eine sofortige Freiheit und Selbstständigkeit. In Dobrudscha entstanden revolutionäre Organisation und viele Arbeiter-Bewegung die in Rumänien stark protestierten. Im Jahre 1940 bekam das Zarentum Bulgarien nach dem Kraiova Vertrag einige Gebiete zurück. 
Zwischen 1942 und 1943 wurde Alfatar in Lasarova General umbenannt, bekam dann aber wieder seinen aktuellen Namen zurück. Die Bevölkerung war viel im Bereich Landwirtschaft tätig, wodurch heute noch zahlreiche Dampf-Mühlen und Windmühlen zu sehen sind. Im Jahr 1974 wurde Alfatar zu einer Stadt ernannt.
Die Stadt ist seit 2008 Namensgeber für die Alfatar-Halbinsel von Robert Island in der Antarktis.

## Geographie
Alfatar ist eine Stadt in der Oblast Silistra, rund 20 Kilometer südlich von Stadt Silistra entfernt. Die Stadt durchquert eine Eisenbahnlinie von Samuil nach Silistra. Zudem verläuft am Stadtrand die Straße von Silistra nach Schumen mit Anschluss nach Dobritsch und Warna. Die Stadt befindet sich in der Donautiefebene in der Dobrudscha rund 188 Meter über dem Meeresspiegel.

## Etymologie
Alfatar ist ein eindeutiger Name für die Abwicklung der bulgarischen Toponymie. In den historischen Quellen der Stadt sind einige Namen zu treffen, wie Alfatar, Ahlatar und Iflatar. Die Bezeichnung Iflatar trägt noch heute die mittelalterliche Festung Drustar, heute Silistra. So gibt es auch in Spanien eine Stadt mit der gleichen Etymologie, die heute Alfafar heißt.